# Villar del Ala
Villar del Ala és un municipi de la província de Sòria, a Castella i Lleó. Es troba a la comarca d'El Valle i a la comarca agrícola de Tierras Altas.